# Albion (Indiana)
Albion város az USA Indiana államában. Lakosainak száma 2222 fő (2020. április 1.).

## Népesség
A település népességének változása:

| 2010 | 2 349 |
| 2020 | 2 222 |